# 군산경포초등학교
군산경포초등학교는 대한민국 전북특별자치도 군산시에 있는 공립 초등학교이다.

## 학교 연혁
- 1983. 10. 02	설립 인가
- 1984. 12. 29	태양열 교실 20실, 창고 1동 준공
- 1985. 03. 01	개교 (1-5학년 17학급 편성)
- 1985. 08. 03	3층 태양열 교실10실 준공
- 1989. 05. 15	컴퓨터실 설치(가건물 18.4평) 학부모부담
- 1989. 09. 07	6개 교실 준공(4층)
- 1990. 04. 30	등나무 녹음장 설치 1개소 4.5m×9.8m
- 1990. 12. 31	1,2,3,4 층 각 2개교실 (계8실) 준공
- 1996. 01. 01	군산경포초등학교로 개명
- 1997. 02. 10	급식소 설치
- 1998. 02. 06	강당 준공
- 1999. 12. 31	동편신관 특별교실 (8실 준공)
- 2004. 10. 19	전자 도서관 설치
- 2004. 11. 30	학교 둘레 스쿨존 설치
- 2004. 12. 14	운동장 조명 및 야외 방송장치 설치
- 2004. 12. 30	강당 전동식 무대막 설치
- 2009. 03. 15	강당 앰프 및 스피커 설치
- 2009. 03. 19	일반교실 출입문 교체 15실
- 2009. 03. 31	본관 외부도색 공사
- 2009. 11. 30	공기질 측정
- 2011. 03. 01	교육복지 우선투자지역학교 지정운영
- 2012. 10. 31	Wee 클래스 구축 공사
- 2013. 03. 11	수도설비 및 개수대 공사
- 2013. 09. 10	어린이 놀이 시설 교체 설치(미끄럼틀, 철봉 등)
- 2014. 01. 14	과학실 현대화 시설 공사
- 2014. 02. 14	제 28회 졸업(122명. 총 6924명)
- 2014. 03. 01	제 11대 박동수 교장 부임
- 2014. 03. 01	25학급 편성 시업(남 358명, 여 317명. 계 675명)

## 참고 자료
- 군산경포초등학교 - 한국교육학술정보원 학교알리미